# Васильєв Артем Олександрович
Васильєв Артем Олександрович — російський продюсер, засновник студії Метрафільмс. Лауреат премій «Золотий орел», і «Ніка» у категорії «найкращий фільм» (війна Ганни). Номінант Берлінського кінофестивалю за «найкращий дебют».

## Вибрана фільмографія
- 2008-паперовий Солдат
- 2015-під електричними хмарами
- 2015-т.ч.Три кота
- 2018-Гуморист
- 2018-довлатов
- 2018-війна Ганни
- 2019-Лекс і плу, космічні таксисти
- 2020-гуртожиток
- 2020-троє
- 2021-джетлаг
- 2021-портрет незнайомця
- 2022-Три кота і море пригод
- 2022-продукти 24
- 2022-Готель у вівців